# Walckenaeria orghidani
Walckenaeria orghidani là một loài nhện trong họ Linyphiidae.
Loài này thuộc chi Walckenaeria. Walckenaeria orghidani được miêu tả năm 1977 bởi Georgescu.